# Prosper Drion
Pour les articles homonymes, voir Drion.
Prosper Drion, né à Liège le 2 juillet 1822 et mort dans la même ville le 27 janvier 1906, est un sculpteur belge. Il est également professeur (1859-1904) et directeur (1880-1904) de l'Académie royale des beaux-arts de Liège.

## Biographie
Né à Liège le 2 juillet 1822,, Prosper Drion se forme à l'Académie royale des beaux-arts de Liège où il suit les cours de Gérard Buckens, puis à l'Académie royale des beaux-arts d'Anvers,. Il est ensuite boursier de la Fondation Darchis et, grâce à cette bourse d'études, il séjourne en Italie de 1851 à 1855,.
Revenu à Liège, il va surtout y exercer une influence en tant que professeur de sculpture, de 1859 à 1904 (Joseph Rulot lui succède à ce cours), puis directeur, de 1880 à 1904, à l'Académie royale des beaux-arts de Liège,,, comme le décrit Jules Bosmant en 1930 : 

« Ce fut le dernier de nos "Directeurs consulaires" si nous osons risquer cette figure un peu hardie pour désigner ceux qui, à ce poste éminent exercèrent pendant de longs règnes des pouvoirs presque absolus. Aujourd'hui, nous avons des recteurs nommés pour trois ans, et dont le mandat n'est renouvelable qu'une fois ; l'influence que pourra prendre le plus digne d'entre eux n'est pas comparable à celle qu'exerçait effectivement Prosper Drion [...]. Comme professeur son rôle fut considérable et il nous suffira de citer parmi ses élèves Léon Mignon, Alphonse de Tombay, Jean Pollard et Paul Herman pour qu'un juste hommage soit de tout de suite rendu à la valeur de son enseignement. »

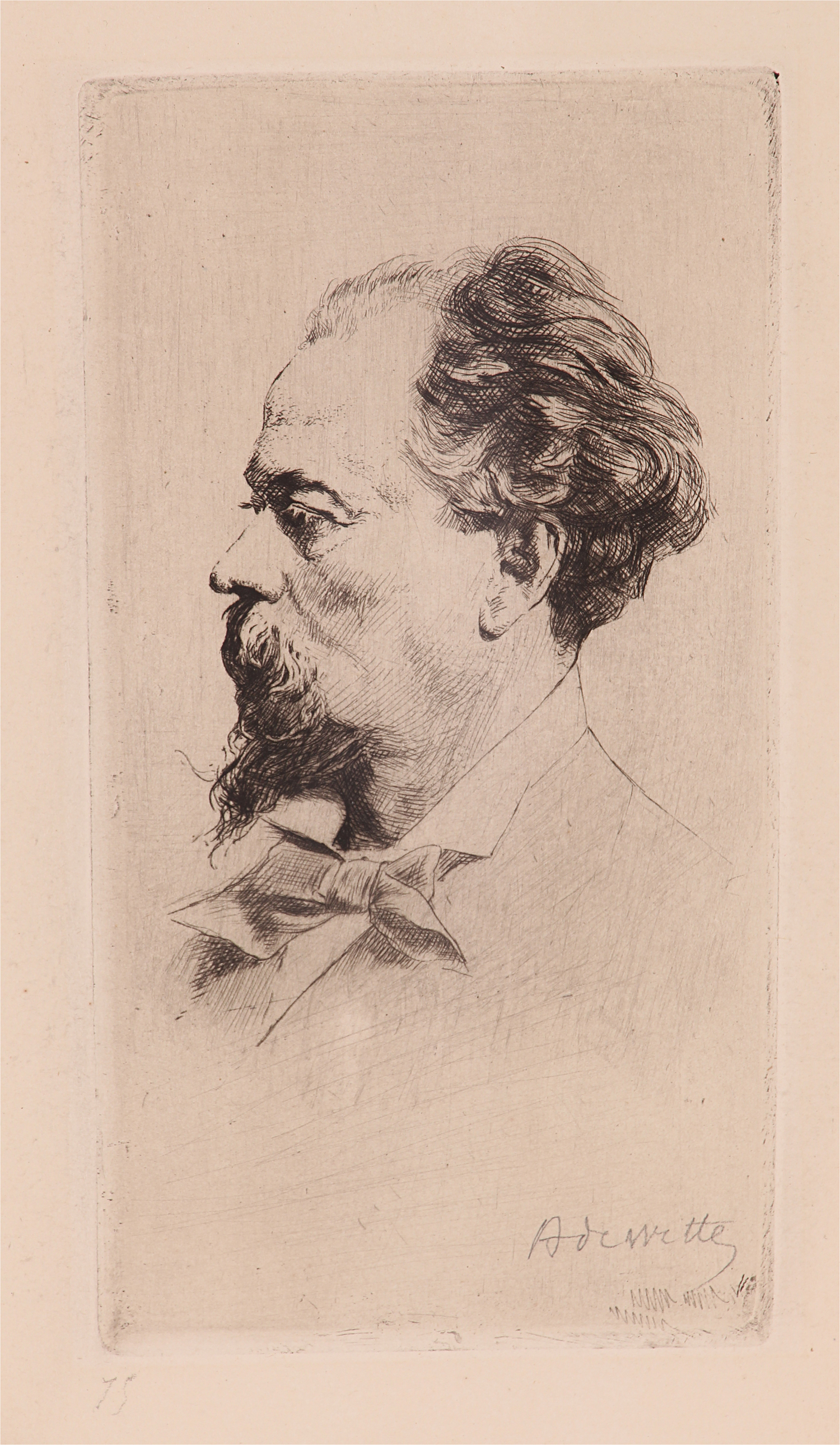
Adrien de Witte, Portrait de M. Prosper Drion, 1877 (Eau-forte ;), Collection privée.

Toujours à l'Académie, le cours d'anatomie lui est confié en 1869, puis celui de composition historique en 1885,,, où il est respectivement remplacé en 1904 par Jean Ubaghs et Émile Berchmans. En plus des fonctions qu'il y occupe, il est membre de la Commission royale des monuments, membre de l'Académie royale des beaux-arts d'Anvers et inspecteur des académies,. En septembre 1881, il épouse à Londres Mlle Élisabeth Foze.
Drion, « démissionnaire depuis le 1er mars 1903, est maintenu en fonctions » jusqu'à la fin de l'année scolaire 1903-1904. La décision est « prise à l'égard de M. Camille Renard, qui, en 1902, demande à être admis à la pension de retraite ».
Il décède à Liège le 27 janvier 1906,, et est inhumé au cimetière de Robermont. Les funérailles de l'artiste, qui ont lieu le 31 janvier 1906, sont « très simples, faites conformément aux dispositions laissées par le défunt ». « Il n'y a d'honneurs d'aucune sorte. Pas de discours ni de représentation de l'armée, bien que M. Drion soit officier de l'ordre de Léopold. »

## Œuvre
Comme le rappelle Alfred Micha, « absorbé, comme il l’était, par ces différentes fonctions ; se défiant, peut-être aussi, de ses propres forces, Drion a peu produit ». De façon générale, ses œuvres « sont toutes marquées au coin de la simplicité et de la grandeur ».
Il a réalisé des groupes de sculptures allégoriques pour la décoration du pont des Arches,,, que Jules Bosmant commente en ces termes :

« En revanche les quatre statues en savonnière de Lorraine qui décoraient vers l'aval l'ancien pont des Arches, donnaient une meilleure idée du talent de Prosper Drion. La "Meuse" et la "Vesdre" notamment, offraient ce jeu vigoureux des volumes et des lignes par quoi se reconnaît l'œuvre sculpturalement conçue. Ces énergiques figures sont d'un brave ouvrier. »

Il est également l'auteur de cinq statues qui ornent le trophée de la place Saint-Lambert en 1866. Le journal La Meuse pointe que « les figures sont traitées avec une grande sévérité de ligne qui révèle chez M. Drion, une étude approfondie de l'art monumental » et que « les statues de l'industrie et de la navigation sont surtout fort belles ».

### Catalogue et musées
Des œuvres de Prosper Drion sont présentes dans les collections du musée de La Boverie.

## Le professeur et ses élèves
« Avant d'être statuaire, M. Prosper Drion a été ciseleur et orfèvre, ce qui lui a donné pour les questions pratique d'enseignement des arts appliqués une compétence toute particulière. C'est, d'ailleurs, un éducateur dans le sens le plus complet : L'étude des beaux-arts et de leurs théories a, au grand bénéfice des élèves, absorbé une large part de son temps et de ses fructueuses recherches. »

## Prix et distinctions
- 1881 :  Chevalier de l'ordre de Léopold (4 mai)[22].
- 1893 : Président d'honneur du Cercle royal des beaux-arts de Liège[23].
- 1894 : Membre de l'Académie royale des beaux-arts d'Anvers (1er octobre)[11],[24].
- 1898 :  Officier de l'ordre de Léopold[25],[26].
- Membre de la Commission royale des monuments[11].